# Sarny
Sarny (ukrainsk: Сáрни, belarussisk: Сáрны, polsk: Sarny), er en lille by i Rivne oblast (provins) i det vestlige Ukraine. Den er administrationscenter i Sarny rajon (distrikt), og er et vigtigt jernbaneknudepunkt ved floden Slutj.
Byen havde i 2021 en befolkning på omkring 28.865 mennesker.
Sarny var oprindeligt en lille landsby på grænsen mellem Polen og Volhynien, som lå mellem skove og sumpe. Navnet er afledt af ordet "serna", der henviser til de vilde geder, der strejfede frit omkring i området på det tidspunkt.
Sarny var en del af Fyrstendømmet Galicien-Volhynien. Det blev senere annekteret af Storhertugdømmet Litauen, efterfulgt af Den polsk-litauiske realunion. Fra 1795 blev det betragtet som en del af Det Russiske Kejserrige, som en del af Guvernementet Volhynien. Senere blev det en del af general Feliks Dsjersjinskijs gods.